# Thom Mayne
Thom Mayne (* 19. Januar 1944 in Waterbury, Connecticut) ist ein US-amerikanischer Architekt. 1972 gegründete er das Architektenbüro Morphosis, wo er auch heute noch arbeitet. Seine Lebensleistung wurde 2005 mit dem Pritzker-Preis für Baukunst, einem der weltweit renommiertesten Architekturpreise, gewürdigt.

## Leben

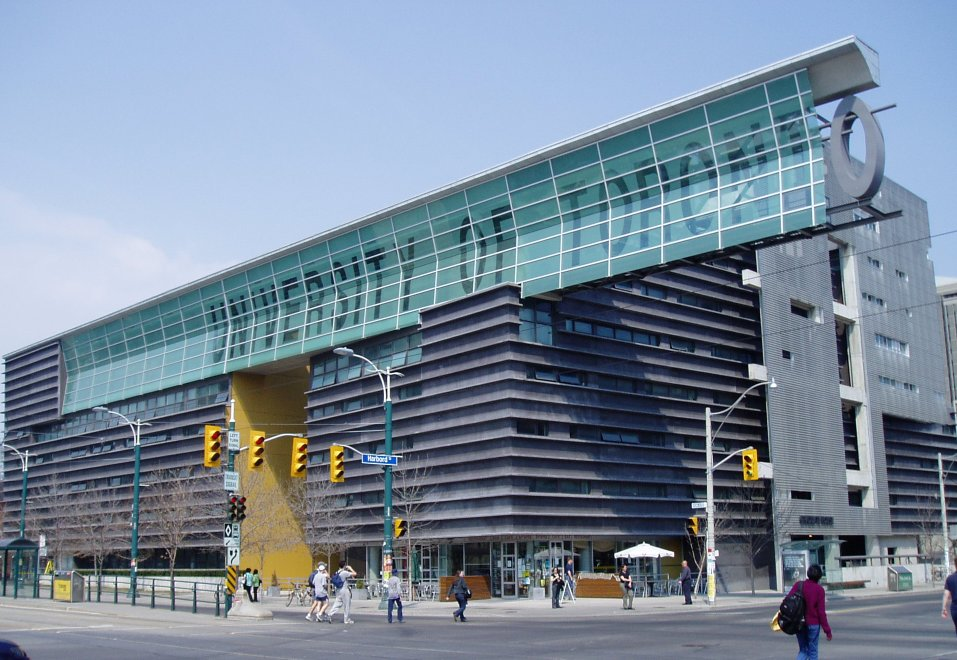
Toronto

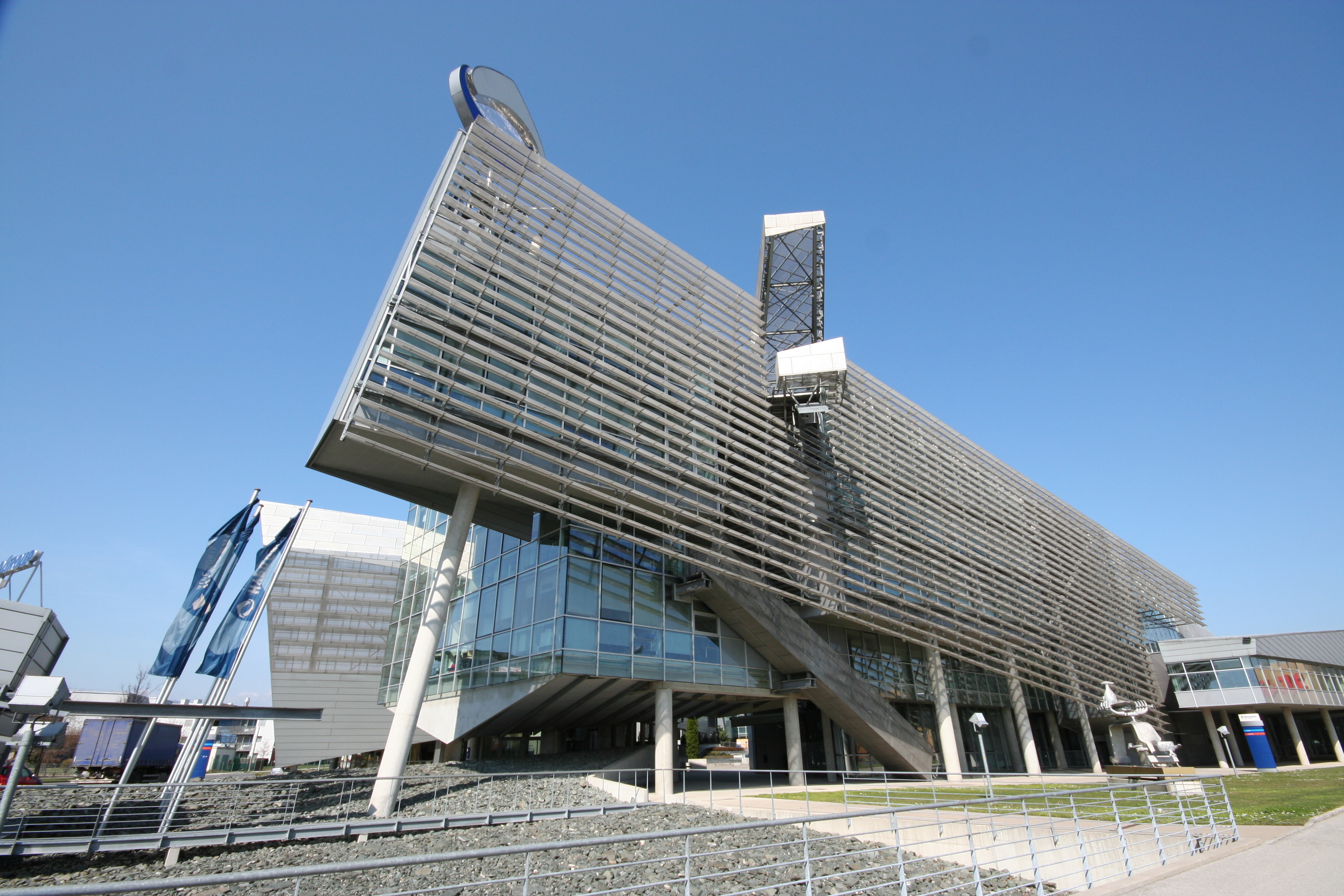
Hypo-Alpe-Adria-Hauptsitz in Klagenfurt, erbaut 2002 nach Plänen von Thom Mayne

Thom Mayne studierte Architektur an der Universität von Südkalifornien, wo er 1968 den Bachelor-Grad erlangte. Seinen Masters Degree erhielt er 1978 von der Graduate School of Design der Harvard University. Er ist eines der Gründungsmitglieder des Southern California Institute of Architecture (SCI-Arc).
Maynes Architektur ist von komplexen geometrischen Formen geprägt. Sein mutiger Stil reflektiere die „einzigartige, ein wenig wurzellose Kultur Südkaliforniens“, hieß es am 20. März 2005 in der Bekanntgabe der Hyatt-Stiftung, dass er der diesjährige Pritzker-Preisträger werde.
Der Kalifornier wurde von der Pritzker-Jury auch als Innovator, als „Produkt der turbulenten 1960er Jahre“ mit einem „rebellischen Geist und Leidenschaft für Veränderung“ beschrieben. Mayne, der für sein explosives cholerisches Temperament bekannt ist, schmückt sich selbst gerne mit dem Leumund des „Bad Boy“ der Architektur.
1987 erhielt er den Rome Prize der American Academy in Rome. 1994 wurde Thom Mayne zum Mitglied (NA) der National Academy of Design gewählt. Im Jahre 2008 wurde er mit der Aufnahme in die American Academy of Arts and Sciences geehrt. Seit 2010 ist er Mitglied der American Academy of Arts and Letters. 2019 wurde er mit dem Österreichischen Ehrenzeichen für Wissenschaft und Kunst ausgezeichnet.
Im Juni 2014 erwarben Mayne und seine Ehefrau Blythe Alison-Mayne in Los Angeles das Haus, das der Schriftsteller Ray Bradbury von 1958 bis zu seinem Tod bewohnt hatte, und ließen es abreißen, um auf dem Grundstück ein neues Wohnhaus für sich zu errichten. Mayne zeigte sich von der öffentlichen Kritik am Abriss überrascht und erklärte, zu Ehren Bradburys solle die neue Umfassungsmauer des Grundstücks die Titel seiner Werke tragen.

## Werk
Für Bauwerke, die im Rahmen des Büros Morphosis errichtet wurden, siehe den Artikel Morphosis.
In Österreich das 1999 als Hauptsitz für die Hypo Alpe-Adria-Bank in Klagenfurt eröffnete Gebäude, das in seiner Funktionalität kritisiert wurde.